# Anna Christie (film, 1923)
Pour les articles homonymes, voir Anna Christie.
Pour plus de détails, voir Fiche technique et Distribution.
Anna Christie est un film muet américain réalisé par John Griffith Wray et Thomas H. Ince et sorti en 1923.

## Synopsis
Anna Christie vit chez son père, un vieux capitaine au long cours. Un marin, au caractère ombrageux, s'éprend d'elle. Dès lors, une inimitié s'installe entre le père et le prétendant.

## Fiche technique
- Réalisation : John Griffith Wray, Thomas H. Ince (non crédité)[1]
- Scénario : Bradley King, d'après la pièce d'Eugene O'Neill
- Chef opérateur : Henry Sharp
- Production : Thomas H. Ince
- Durée : 96 minutes
- Date de sortie :
  - États-Unis : 25 novembre 1923

## Distribution
- Blanche Sweet : Anna Christie
- William Russell : Matt Burke
- George F. Marion : Chris Christopherson
- Eugenie Besserer : Marthy
- Ralph Yearsley : le cousin brutal
- Chester Conklin : Tommy
- George Siegmann : l'oncle d'Anna
- Irving Bacon
- Matthew Betz
- Fred Kohler
- Victor Potel